# 高雪嵐 (EP)
《高雪嵐》是香港歌手傅珮嘉的個人粵語EP，於1999年推出。
當時傅珮嘉以藝名高雪嵐進軍樂壇，而此EP亦非獨立發售，而是跟環球唱片發行的雜錦專輯《POP 巨星聯盟2》以2CD形式隨碟附送。
主打歌《絕》成為傅珮嘉其中一首最著名作品。

## 曲目
全碟編曲及監製：陳輝陽
| 曲序     | 曲目           |          | 作曲     | 时长 |
| -------- | -------------- | -------- | -------- | ---- |
| 1.       | 絕             | 黃偉文   | 陳輝陽   | 3:44 |
| 2.       | 我今天一切很好 | 李峻     | 高雪嵐   | 3:24 |
| 总时长： | 总时长：       | 总时长： | 总时长： | 7:09 |

## 資料來源
1. 1 2  . 福茂唱片 LINFAIR RECORDS.   [2020-01-30].[永久]